# Зейдбарге
Зейдбарге (нід. Zuidbarge) — селище в нідерландській провінції Дренте. Входить до муніципалітету Еммен.
Його площа становить 0,95 км², а населення станом на 2021 рік складало 405 осіб.

## Галерея

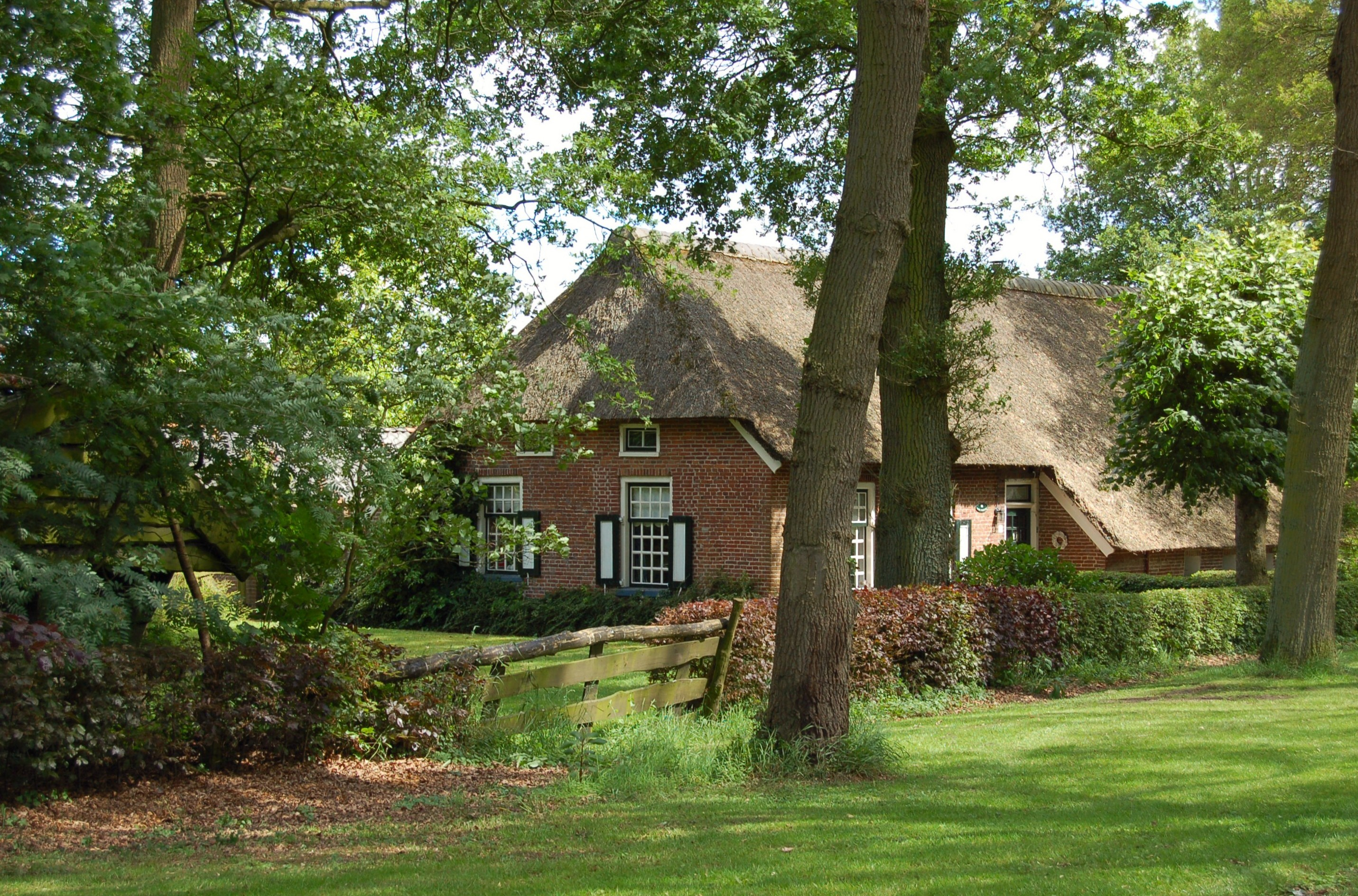
Ферма в Зейдбарге
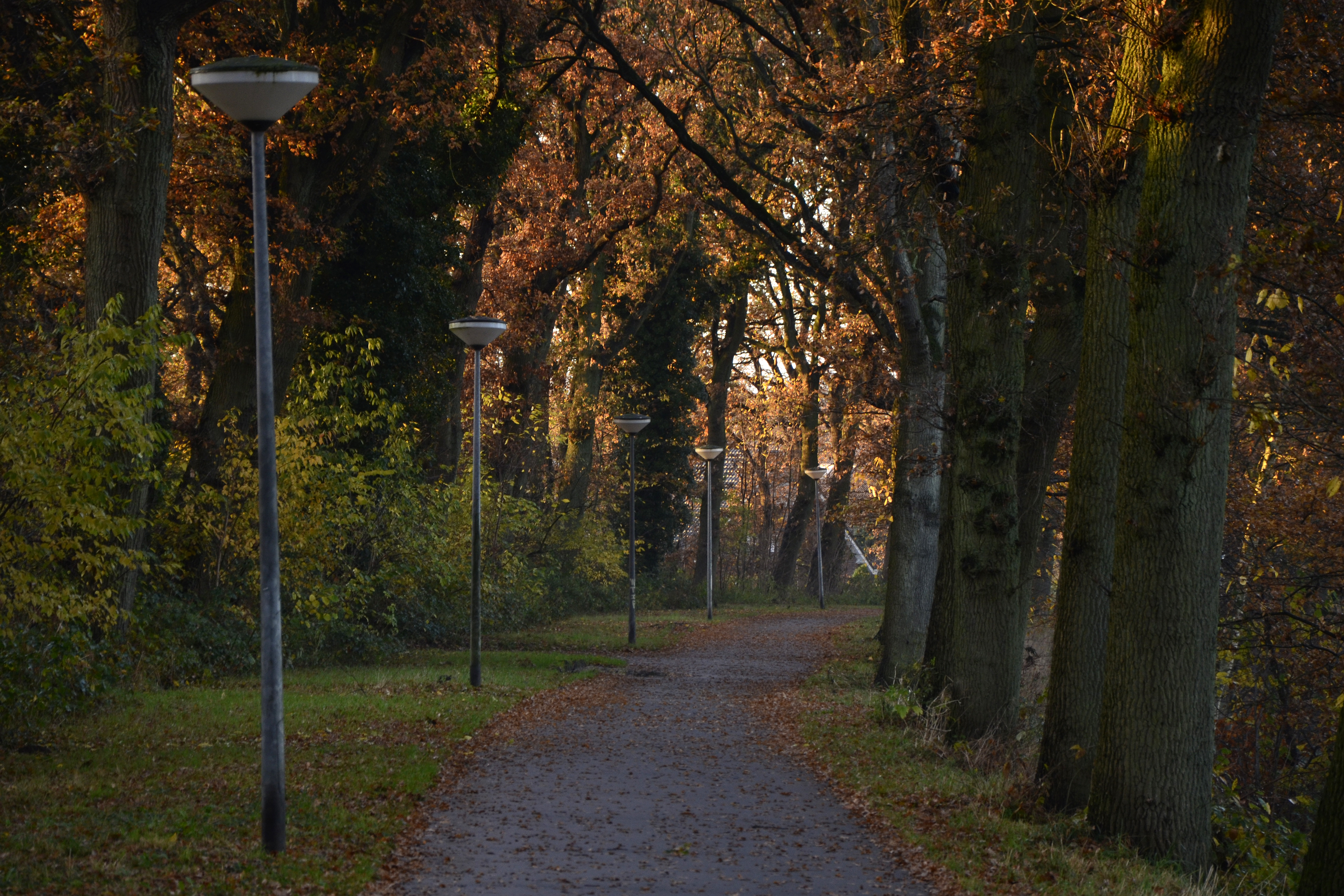
Лісова стежка
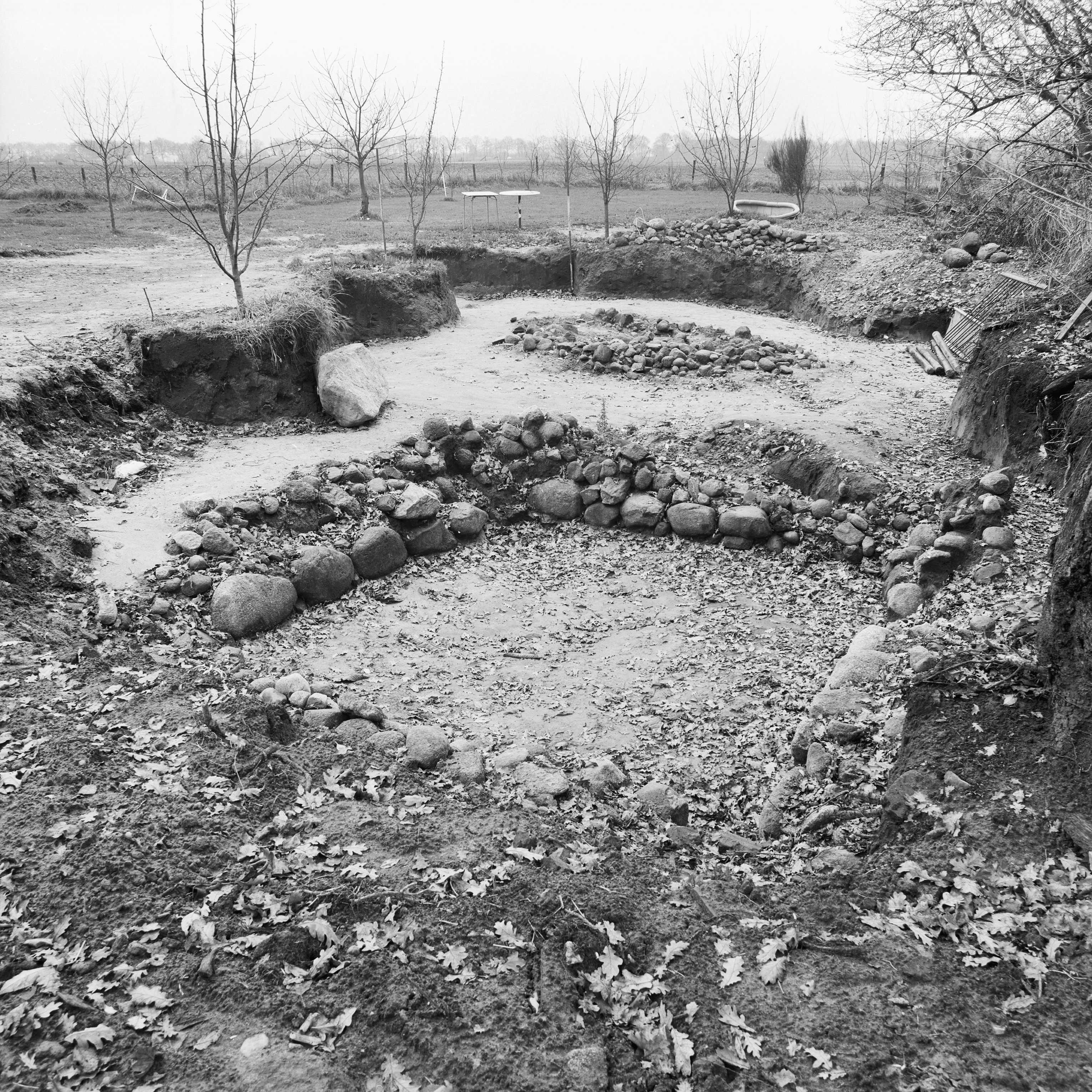
Колодязь
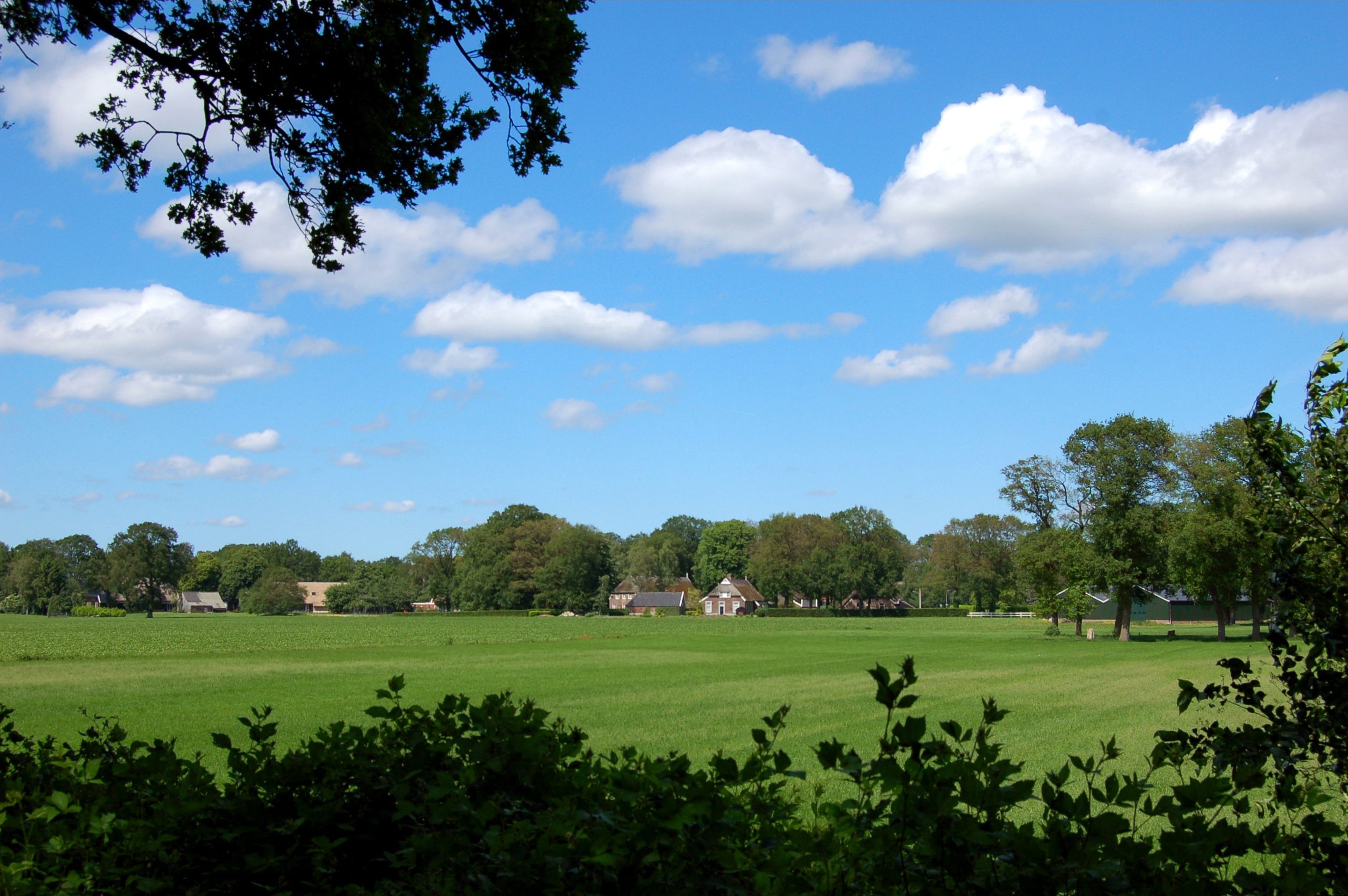
Понарама селища